# Franco Pepe
Franco Pepe (Caiazzo, 18 luglio 1963) è un cuoco italiano, proprietario del ristorante Pepe in Grani a Caiazzo, ed è presente in uno degli episodi della docu-serie di Netflix Chef's Table: Pizza.

## Biografia

### Carriera
Suo nonno era un panificatore, mentre i suoi genitori possedevano un ristorante chiamato Osteria Pizzeria Pepe in Piazza Porta Vetere a Caiazzo, un piccolo paese di quasi 6.000 abitanti nella regione Campania, nel casertano. È qui che ha imparato il mestiere lavorando come pizzaiolo con i suoi fratelli.
Dopo la morte improvvisa del padre nel 1996, lui, insieme ai suoi fratelli, continua l'attività di famiglia. Negli anni successivi inizia ad avere una visione diversa del progetto rispetto ai suoi fratelli e decide di lasciare l'azienda di famiglia per avviare il proprio business nelle vicinanze.
Nel 2012 apre la sua pizzeria, Pepe in Grani, in un palazzo storico costruito nel XVIII secolo nel centro storico di Caiazzo. Nel 2022 Franco Pepe prende parte a uno degli episodi della docu-serie di Netflix Chef's Table: Pizza. Nello stesso anno crea Pizza Hub, una guida di gastronomia digitale per visitare i luoghi dell'Alto Casertano, da dove provengono le materie prime che utilizza nella sua cucina.

### Metodologia
Franco Pepe utilizza un metodo tradizionale per preparare l'impasto ed ha un team specializzato che lo prepara quotidianamente a mano con un esclusivo mix di tre diversi tipi di farina.
La pizza più popolare di Pepe in Grani è la Margherita Sbagliata, con mozzarella come base alla quale vengono aggiunte dopo la cottura della pizza, una salsa di pomodoro a crudo e una salsa di basilico come guarnizioni. Un altro suo piatto riconosciuto in tutto il mondo è La Crisommola: una pizza fritta con marmellata di albicocche e ricotta di bufala.

### Premi e riconoscimenti
Franco Pepe ha vinto nel 2017 il premio "Il Cappello d'Oro" per la promozione della cultura campana attraverso i suoi piatti. Inoltre, è stato riconosciuto come miglior pizzaiolo dell'anno dalla rivista Food and Travel e, consecutivamente, come miglior pizzaiolo dell'anno ai Best Chef Awards 2021 e 2022. Ha vinto anche il Pizza Awards Italia nel 2019.
Pepe in Grani è stato premiato con tre spicchi dalla rivista gastronomica italiana Gambero Rosso per dieci anni consecutivi ed è stato posizionato al primo posto nella sezione Europe Cheap Eats della guida Opinionated About Dining nel 2020. Pepe in Grani è stata elencata come la pizzeria più votata al mondo nel libro di Daniel Young “Where to eat pizza” ed è stata la prima pizzeria a far parte del '50 Best Discovery' di The World's 50 Best Restaurants nel 2019.
Le sue pizze sono state premiate nelle categorie Best Pizza in Italy, Best Traditional Pizza e Best Pizza in Campania al Pizza Awards Italia e la Margherita Sbagliata e la Crisommola sono state scelte come Pizze dell'Anno da Gambero Rosso, mentre la Scarpetta e l'Ananascosta come piatto dell'anno di Identità Golose. Nel 2018 le sue pizze sono state classificate dalla Guida Michelin come le migliori del mondo.
Il critico gastronomico Jonathan Gold ha visitato e scritto un articolo su Food & Wine affermando che la pizza di Pepe è "probabilmente la migliore pizza del mondo". Faith Willinger, autrice di Eating in Italy, definisce la pizza di Franco come la sua preferita in Italia, mentre Nancy Silverton ha commentato che Pepe è il miglior pizzaiolo del mondo.